# Europejska Agencja Kolejowa
Agencja Kolejowa Unii Europejskiej (EUAR, ang. European Union Agency for Railways, dawniej: Europejska Agencja Kolejowa, ERA, ang. European Railway Agency, fr. Agence ferroviaire européenne) – agencja Unii Europejskiej powołana na podstawie rozporządzenia nr 881/2004 Parlamentu Europejskiego i Rady z 29 kwietnia 2004 (zastąpionego następnie rozporządzeniem 2016/796), by pełnić rolę europejskiego regulatora rynku kolejowego w zakresie technicznym oraz zapewnić państwom członkowskim Unii Europejskiej wsparcie techniczne interoperacyjności i bezpieczeństwa kolei. Jej zadaniem ma być z jednej strony ustalanie norm w dziedzinie bezpieczeństwa transportu kolejowego oraz interoperacyjności, a z drugiej kontrola ich przestrzegania przez poszczególne państwa.
W zarządzie agencji zasiadają przedstawiciele 27 państw członkowskich (po jednym z każdego państwa; także z Cypru i Malty, które nie mają kolei), czterej reprezentanci Komisji Europejskiej oraz sześć osób – nieposiadających prawa głosu – reprezentujących: przewoźników kolejowych, zarządców infrastruktury, przemysł kolejowy, pasażerów, klientów przewozów towarowych i związki zawodowe. Ponadto od 2005 Norwegia posiada w zarządzie przedstawiciela, również bez prawa głosu. Agencja funkcjonuje we Francji, w dwóch miastach: w położonym na granicy francusko-belgijskiej Valenciennes (siedziba główna, miejsce, gdzie znajdują się wszystkie biura ERA) i Lille (miejsce, gdzie odbywają się wszystkie konferencje międzynarodowe).
Funkcję przedstawicielską agencji w Polsce pełni Urząd Transportu Kolejowego.